# Pont, Côte-d'Or
Pont är en kommun i departementet Côte-d'Or i regionen Bourgogne-Franche-Comté i östra Frankrike. Kommunen ligger i kantonen Auxonne som tillhör arrondissementet Dijon. År 2022 hade Pont 158 invånare.

## Befolkningsutveckling
Antalet invånare i kommunen Pont
Referens:INSEE